# Театр Диониса

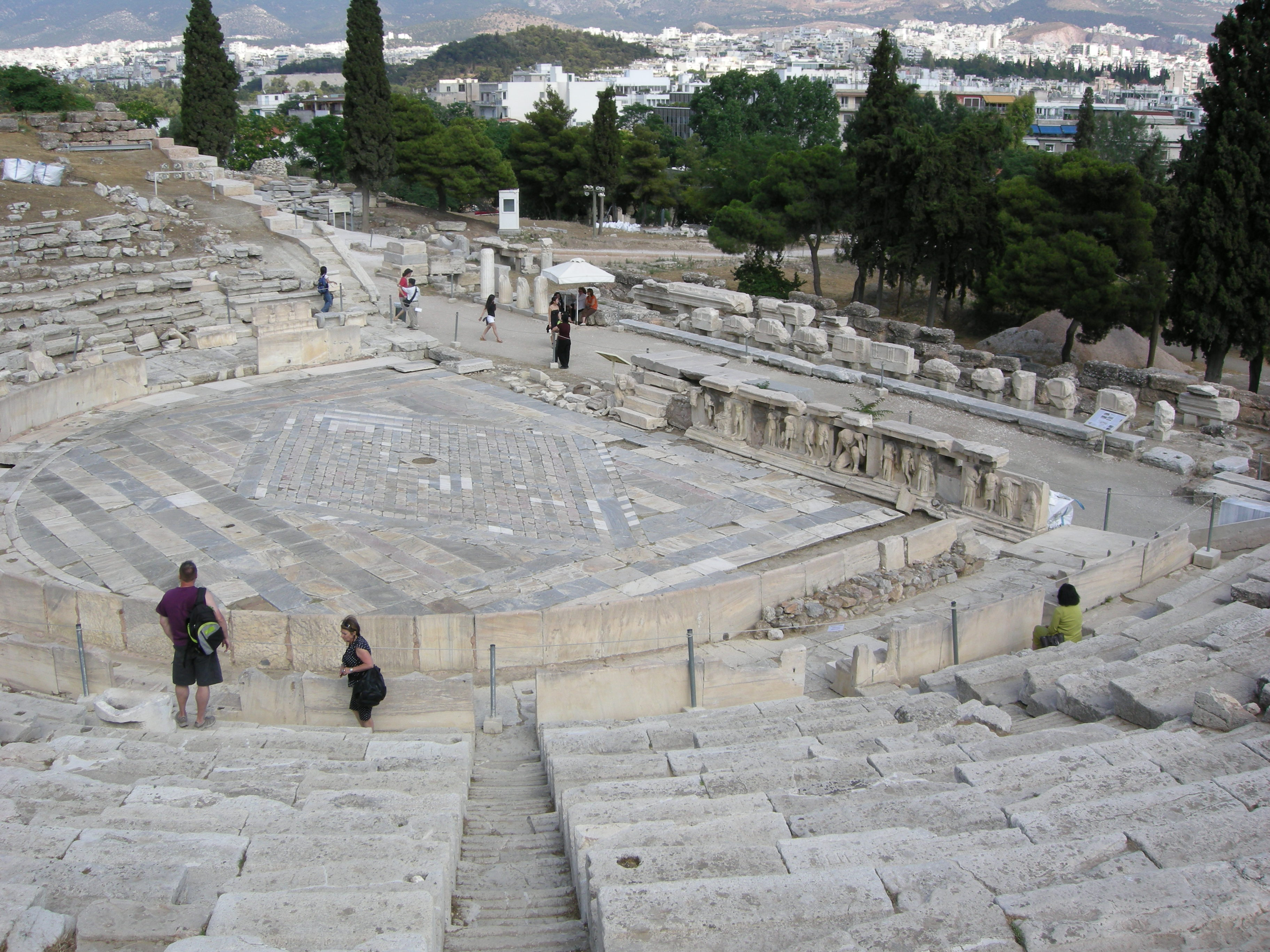
Театр Диониса (современное состояние)

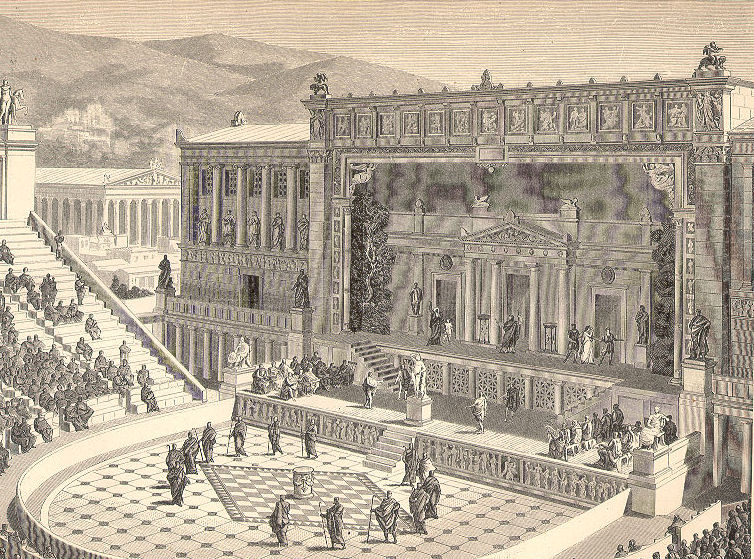
Театр Диониса в Афинах в римское время (реконструкция)

Театр Диониса — античное театральное здание в городе Афины. Располагается на юго-восточном склоне Акрополя и входит в число самых древних театров в мире. Театр был построен в V в. до н. э. и был деревянным. Выступления в театре проходили дважды в год — во время Малых Дионисий и Великих Дионисий.
Во время Великих Дионисий в Афинах проводились театральные состязания. Обычно состязались три автора трагедий. Каждый из участников ставил три трагедии и одну сатирову драму, в шутливой форме обыгрывавшую мифологический сюжет. Состязались также авторы комедий, ставивших по одной пьесе. Результаты фиксировались в особых надписях — дидаскалиях, которые хранились в афинском государственном архиве. Общее руководство за проведением театральных зрелищ осуществлял афинский архонт.
Около 326—325 г. до н. э. театр был реконструирован: деревянная сцена и ряды сидений были заменены на мраморные. Каменные сиденья размещались в 67 рядов, достигая основания Акрополя. Театр теперь вмещал до 17 тыс. зрителей, что в то время составляло около половины афинских граждан.
Ввиду огромных размеров театр был лишён кровельных перекрытий, и поэтому актёры, хор и зрители располагались под открытым небом, а сценическое действие происходило при естественном освещении.
Первый ряд состоял из 67 мраморных кресел для почётных зрителей. На них были высечены имена и должности владельцев. Выступ и кресло во втором ряду — ложа римского императора Адриана, поклонника греческой культуры. Здесь же выступал император Нерон.
Театр перестраивался и в римскую эпоху в I в. н. э., в том числе под цирковые и гладиаторские представления. Отсюда высокий бортик перед первым рядом. С художественной точки зрения лучшее в развалинах театра — скульптурный фриз времен императора Нерона с забавными сатирами.
Около театра сохранились развалины других исторических зданий: остатки двух храмов Диониса VI и IV веков до н. э, камни Периклова Одеона. Руины театра были открыты 1862 году во время раскопок в Афинах у подножия Акрополя немецкими археологами Генрихом Штраком, Эрнстом Курциусом и Карлом Бёттихером. Обмеры и зарисовки от имени Афинского археологического общества выполнил Эрнст Циллер.
Константинос Болетис разработал проект частичного воссоздания театра. В 2010 году процесс реконструкции предполагалось завершить за 5 лет; на это мероприятие выделено шесть миллионов евро. К сохранившимся каменным сиденьям планируется добавить ещё несколько ярусов, совмещая древние обломки с новым камнем, а также предполагается укрепить держащие стены и другие части постройки.